# Wit-Rusland op het Eurovisiesongfestival 2009
Wit-Rusland nam deel aan het Eurovisiesongfestival 2009 in Moskou, Rusland. Het was de zesde deelname van het land op het Eurovisiesongfestival.

## Selectieprocedure
Er werd gebruikgemaakt van hetzelfde selectie format als in 2007 en 2008. Eurofest 2009 was de tv-show waarin Wit-Rusland zijn kandidaat voor het Eurovisiesongfestival 2009 koos. De show verliep over twee avonden. De halve finale vond plaats in december 2008, de finale een maand later. Tijdens de halve finales werden de vijftien kandidaten voorgesteld aan het grote publiek, een jury koos echter de vijf finalisten. De uitslag van de finale werd bepaald door de mensen thuis, de winnaar van de televoting werd uiteindelijk de zanger Pjotr Elfimov met het lied Eyes That Never Lie.

## Eurofest 2009

### Halve finale
De halve finale van Eurofest 2009 werd gehouden op 15 december 2008. Een professionele jury koos vijf acts die doorgingen naar de finale. De finalisten mochten een ander lied zingen dan het lied dat zij in de halve finale zongen.
| Startplaats | Artiest                        | Lied                    | Schrijvers                 |
| ----------- | ------------------------------ | ----------------------- | -------------------------- |
| 1           | Aleksej Kretjet                | Joy and Freedom         | V. Roezov, A. Sjenets      |
| 2           | Pjotr Elfimov                  | Eyes That Never Lie     | P. Elfimov, V. Prochozhy   |
| 3           | Kola en Lidia Zablotskaja      | Goedok                  | Gridin, V. Sjevtjenko      |
| 4           | SingeRin                       | Don't Think About It    | K. Doedits                 |
| 5           | Dakota                         | Tsjabe zabyvaju         | Dakota, G. Lobodenko       |
| 6           | The Champions                  | Shake It, Europe        | Nils, O. Orakposim         |
| 7           | Alex Patlis Band               | Kto skazal              | Alex Patlis                |
| 8           | Litesound en Dakota            | Carry On                | V. Karjakin                |
| 9           | Dominica                       | This Is My Day          | S. Sochomlin, A. Kostoegov |
| 10          | Djada Vanja                    | Nasja Belaroessia       | I. Vabisjtsjevitsj         |
| 11          | Veter V Golove                 | Or Or And               | A. Zacharik, G. Galoesjko  |
| 12          | Anna Blagova & Joeri Vastsjoek | Behind                  | J. Vastsjoek, A. Zhilina   |
| 13          | Goenesj Abbasova               | Fantastic Girl          | Günesh, M. Chaitbajeva     |
| 14          | Viktoria Belova                | Don't Give Up From Love | A. Klimka, V. Belova       |
| 15          | Venera                         | Big Game                | A. Nabejev                 |

### Finale
De finale werd gewonnen door de zanger Pjotr Elfimov, met zijn lied "Eyes That Never Lie". De groep "Veter v Golove" waren de enige artiesten die een ander lied hadden dan in de halve finale.
| Startplaats | Artiest             | Lied                | Schrijvers                  | Televote | Plaats |
| ----------- | ------------------- | ------------------- | --------------------------- | -------- | ------ |
| 1           | Goenesj Abbasova    | Fantastic Girl      | Günesh, M. Chaitbajeva      | 7 949    | 2      |
| 2           | Pjotr Elfimov       | Eyes That Never Lie | P. Elfimov, V. Prochozhy    | 11 475   | 1      |
| 3           | Litesound en Dakota | Carry On            | V. Karjakin                 | 4 385    | 3      |
| 4           | Dominica            | This Is My Day      | S. Soechomlin, A. Kostoegov | 1 225    | 5      |
| 5           | Veter V Golove      | Sjpatsyroejem       | A. Zacharik, G. Galoesjko   | 2 804    | 4      |

## In Moskou
In de halve finale trad Wit-Rusland als vierde van negentien acts aan, na België en voor Zweden. Aan het einde van de puntentelling stond Wit-Rusland op een dertiende plaats met 25 punten. Dit was niet genoeg om de finale te halen.
België had geen punten over voor deze inzending en Nederland zat in de andere halve finale.

### Gekregen punten

#### Halve Finale 1
| 12 punten | 10 punten                    | 8 punten | 7 punten     | 6 punten                                          |
| --------- | ---------------------------- | -------- | ------------ | ------------------------------------------------- |
|           |                              |          |              | - Noord-Macedonië                                 |
| 5 punten  | 4 punten                     | 3 punten | 2 punten     | 1 punt                                            |
|           | - Armenië - Finland - Israël |          | - Montenegro | - Bulgarije - IJsland - Malta - Tsjechië - Zweden |

### Punten gegeven door Wit-Rusland

#### Halve Finale 1
| 12 punten | IJsland               |
| 10 punten | Armenië               |
| 8 punten  | Malta                 |
| 7 punten  | Zweden                |
| 6 punten  | Turkije               |
| 5 punten  | Bosnië en Herzegovina |
| 4 punten  | Israël                |
| 3 punten  | Montenegro            |
| 2 punten  | Zwitserland           |
| 1 punt    | Roemenië              |

#### Finale
| 12 punten | Noorwegen           |
| 10 punten | Azerbeidzjan        |
| 8 punten  | Rusland             |
| 7 punten  | Frankrijk           |
| 6 punten  | Oekraïne            |
| 5 punten  | Griekenland         |
| 4 punten  | Estland             |
| 3 punten  | Verenigd Koninkrijk |
| 2 punten  | IJsland             |
| 1 punt    | Armenië             |

| 12 punten | Noorwegen           |
| 10 punten | Griekenland         |
| 8 punten  | Frankrijk           |
| 7 punten  | Verenigd Koninkrijk |
| 6 punten  | Oekraïne            |
| 5 punten  | Azerbeidzjan        |
| 4 punten  | Rusland             |
| 3 punten  | Moldavië            |
| 2 punten  | Armenië             |
| 1 punt    | Israël              |

| 12 punten | Noorwegen    |
| 10 punten | Azerbeidzjan |
| 8 punten  | Rusland      |
| 7 punten  | Estland      |
| 6 punten  | IJsland      |
| 5 punten  | Oekraïne     |
| 4 punten  | Frankrijk    |
| 3 punten  | Armenië      |
| 2 punten  | Litouwen     |
| 1 punt    | Griekenland  |

2004 · 2005 · 2006 · 2007 · 2008 · 2009 · 2010 · 2011 · 2012 · 2013 · 2014 · 2015 · 2016 · 2017 · 2018 · 2019 · 2020-2025